# Jean-Christophe Guinchard
Jean-Christophe Guinchard (Saint-Julien-en-Genevois, 1 november 1967) is een triatleet uit Zwitserland. 
Guinchard deed in 2000 mee aan de eerste triatlon op de Olympische Zomerspelen van Sydney. Hij behaalde een 24e plaats in een tijd van 1:50.50,76.
In zijn actieve tijd was hij aangesloten bij Cova Triathlon.

## Palmares

### triatlon
- 1993: 26e EK olympische afstand in Echternach - 1:59.26
- 1994: 25e EK olympische afstand in Eichstätt - 1:57.54
- 1997:  WK lange afstand in Nice - 5:41.00
- 1998:  EK olympische afstand in Velden - 1:51.10
- 1998: 7e WK olympische afstand in Lausanne - 1:56.38
- 2000: 11e EK olympische afstand in Stein - 1:55.37
- 2000: 24e Olympische Spelen van Sydney - 1:50.50,76